# Rhinolophus acuminatus
Espèce
Répartition géographique
Statut de conservation UICN

 LC  : Préoccupation mineure
Rhinolophus acuminatus est une espèce de chauve-souris de la famille Rhinolophidae. 
On la trouve à Brunei, au Cambodge, en Indonésie, au Laos, en Malaisie, aux Philippines et en Thaïlande. Elle vit en zones forestières et urbaines. 

## Taxinomie et étymologie
Cette espèce a été décrite en 1871 par le naturaliste allemand Wilhelm Peters. Son nom d'espèce « acuminatus » signifie « pointu » en latin et lui a vraisemblablement été donné pour sa « selle fortement pointue vers le haut ».

## Description
La longueur de son avant-bras est de 48 à 50 mm ; sa longueur de queue est de 21–31 mm ; sa longueur d'oreille est de 20 à 21 mm. Elle pèse de 11,5 à 13,5 g.

## Biologie et écologie
Elle est nocturne, se perchant dans des endroits abrités pendant la journée, comme à l'intérieur de grottes ou sur le dessous des feuilles de palmier. Elle se réunit pour dormir en petites colonies.

## Extension et habitat
On la trouve dans plusieurs pays d'Asie du Sud-Est, notamment au Cambodge, en Indonésie, au Laos, en Malaisie, au Myanmar, en Thaïlande et au Vietnam.

## Préservation
Il est actuellement évalué comme étant le moins préoccupant par l'UICN - sa priorité de conservation la plus basse. Il répond aux critères de cette évaluation car il s'agit d'une espèce répandue considérée localement commune. Sa gamme comprend des zones protégées. Il manque de menaces majeures, bien que la perturbation des grottes par les humains soit une menace locale.